# Leonard Eugene Dickson
Leonard Eugene Dickson (Independence, Iowa, 22 de janeiro de 1874 — Harlingen, Texas, 17 de janeiro de 1954) foi um matemático estadunidense.
Foi um dos primeiros pesquisadores dos Estados Unidos em álgebra abstrata, em particular a teoria de corpos finitos e grupos clássicos, sendo também lembrado por história da teoria dos números em três volumes.

## Obras
- Dickson, Leonard Eugene (1958) [1901],  Magnus, Wilhelm, ed., Linear groups: With an exposition of the Galois field theory, ISBN 978-0-486-49548-4, Dover Phoenix editions, New York: Dover Publications, MR 0104735
- Dickson, Leonard Eugene (2010) [1914], Linear algebras, ISBN 978-1-178-36805-5, Reprinting of Cambridge Tracts in Mathematics and Mathematical Physics, No. 16, Naub press, MR 0118745
- Dickson, Leonard Eugene (2010) [1914], Algebraic invariants, ISBN 978-1-4297-0042-9, Cornell University Library
- Dickson, Leonard Eugene (2004) [1914], On invariants and the theory of numbers, ISBN 978-0-486-43828-3, Dover Phoenix editions, New York: Dover Publications, MR 0201389
- Dickson, Leonard Eugene (2009) [1914], Elementary theory of equations, ISBN 978-1-112-27988-1, Cornell University Library
- Dickson, Leonard Eugene (2005) [1919], History of the theory of numbers. Vol. I: Divisibility and primality., ISBN 978-0-486-44232-7, New York: Dover Publications, MR 0245499
- Dickson, Leonard Eugene (2005) [1920], History of the theory of numbers. Vol. II: Diophantine analysis, ISBN 978-0-486-44233-4, New York: Dover Publications, MR 0245500
- Dickson, Leonard Eugene (2005) [1923], History of the theory of numbers. Vol. III: Quadratic and higher forms, ISBN 978-0-486-44234-1, New York: Dover Publications, MR 0245501
- Dickson, Leonard Eugene (2009) [1922], First course in the  theory of equations, University of Michigan Library
- Dickson, Leonard Eugene (1960) [1923], Algebras and their arithmetics, ISBN 978-0-486-60616-3, New York: Dover Publications, MR 0111764
- 1926. Modern algebraic theories
- 1923, 1928. Algebraic Numbers. Report with others for U. S. National Research Council.
- 1929. Introduction to the Theory of Numbers
- 1930. Studies in the Theory of Numbers
- 1935. (with G. A. Bliss) "Biographical Memoir of Eliakim Hastings Moore 1862–1932."
- 1935. Researches on Waring's problem
- 1938. (with H. F. Blichfeldt and G. A. Miller) Theory and Applications of Finite Groups
- 1938. Algebras And Their Arithmetics
- 1939. Modern Elementary Theory of Numbers
- 1939. New First Course in the Theory of Equations
- Plane Trigonometry With Practical Applications
- Dickson, Leonard Eugene (1975),  Albert, A. Adrian, ed., The collected mathematical papers of Leonard Eugene Dickson, ISBN 978-0-8284-0273-6, I, New York: AMS Chelsea Publishing, MR 0441665
- Dickson, Leonard Eugene (1983),  Albert, A. Adrian, ed., The collected mathematical papers of Leonard Eugene Dickson, ISBN 0-8284-0305-6 Verifique |isbn= (ajuda), VI, New York: AMS Chelsea Publishing, MR 0749229